# Modello a calotta

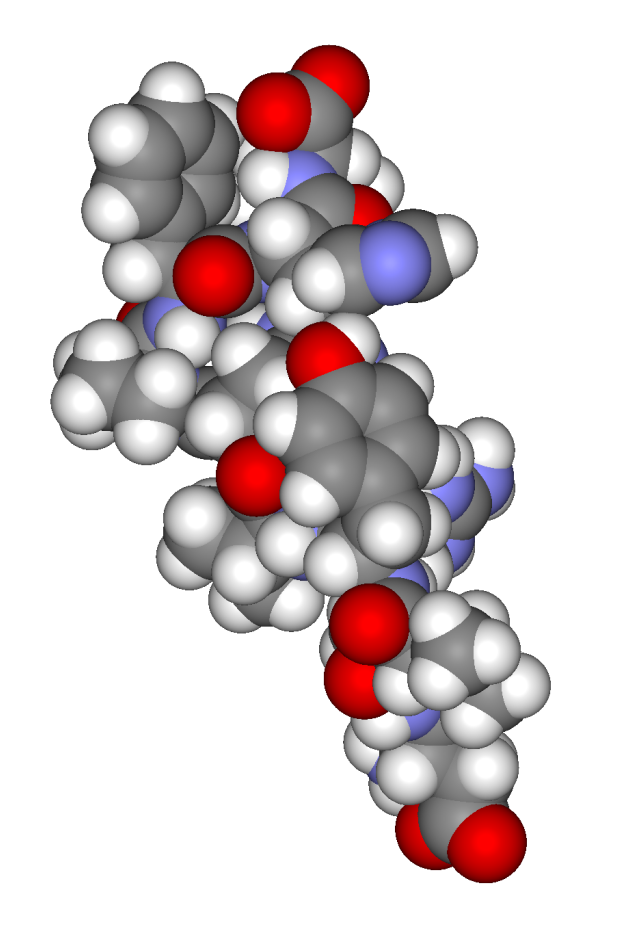
Modello a calotta dell'ormone peptidico angiotensina I

In chimica, il modello a calotta (noto anche come space-filling dalla lingua inglese) è un modello tridimensionale utilizzato per rappresentare la struttura delle molecole facendo uso di sfere il cui raggio è proporzionale al raggio atomico degli atomi che formano la molecola. Le singole sfere, usate appunto per indicare ciascun atomo che compone la molecola, possiedono una differente colorazione in relazione al tipo di elemento chimico. Sia i raggi atomici che la distanza centro a centro (la distanza di legame) sono riportati nella stessa scala.
Il modello a calotta si differenzia dal modello ad asta e sfera, del quale rappresenta l'ulteriore sviluppo, per il fatto di porre maggiore enfasi sulla forma e le dimensioni relative della molecola, evidenziando in particolare lo spazio occupato da essa. D'altra parte i modelli a calotta non mostrano esplicitamente i legami chimici fra gli atomi e nemmeno la struttura della molecola oltre il primo strato di atomi. Questi modelli sono utilizzati anche per rappresentare graficamente le superfici di van der Waals.
Il modello a calotta viene chiamato anche modello CPK in onore dei chimici Robert Corey, Linus Pauling e Walter Koltun che ne introdussero l'utilizzo. Oggigiorno questo genere di modelli viene realizzato di prassi con la computer grafica, mentre in principio si usavano diffusamente sfere cave in materiale plastico alle quali attaccare le altre sfere applicando una leggera pressione.